# Prosoplus tuberosicollis
Prosoplus tuberosicollis là một loài bọ cánh cứng trong họ Cerambycidae.